# Románia főútjai
Románia főútjai nemzetközi, országos, illetve megyei fenntartásúak lehetnek. Romániában több elsőrendű nemzetközi főút található. A magyarországitól eltérően Romániában esetenként  betű hozzátoldásával látják el (Pl.: DN79A), ezek többnyire útszakaszt jelentenek.
Az utak fenntartása és építése a Direcția Regională de Drumuri și Poduri feladata 

## Jelölési rendszer
A legmagasabb rendű utak jele egy A betű, és utána az út sorszáma. Az A betű jelentése: autostradă (11 ilyet jelöltek ki). Például az A1-es út: Bukarest-Pitești-Nagyszben-Déva-Temesvár-Nagylak.
Ennél alacsonyabb rangú utak jelölése DN (drumuri naționale). A naționale szót helyes így fordítani: "országos". Számozásuk DN1-től DN79-ig terjed
Az európai útszámozás rendszerébe tartozó főutak jele E betűvel kezdődik (Drumuri europene).  E58; E60; E68; E70; E79; E81; E85; E87 (A osztályú utak); E574; E576; E577; E578; E581; E583; E584; E671; E673; E675; E771 (B osztályú utak). Például az E60-as út áthalad Franciaországon, Svájcon, Ausztrián, Magyarországon, és Romániában ér véget a tengerparton Konstancánál.
A megyei fenntartású utak jele: DJ (Drumuri județene). Például az Arad megyei utak jelzése DJ572- DJ 794; Bákó megye útjainak jele DJ115- DJ 252F.
A DC jelű utak (Drumuri Comunale) többnyire földutak, például turisztikailag érdekes út: DC47 Uzonkafürdő (Hargita hegység). DC16 út a Rétyi nyír területén (Uzon-Egerpatak között), DC14 Kovászna-Komandó (Planul înclinate Covasna; azaz: a vasúti sikló mentén), DC72 a Túr-Koppándi természetvédelmi területen (Cheile Turenilor) a Rákos-patak mentén.

## Rovinieta
A román utak használata díjköteles, a matrica rendszer (rovinieta) elektronikus alapon működik.
Megvásárolható: interneten, SMS-ben, a román Autóklubnál  (ACR), határátkelőhelyeknél, üzemanyag-kutaknál. Részletes információ: https://www.e-rovinieta.ro/en/
Vásárláskor meg kell adni a jármű és a sofőr adatait, a Romániában eltölteni kívánt napok számát  és be kell mutatni a forgalmi engedélyt illetve a kötelező felelősség-biztosításról szóló igazolást.
A vásárláskor kapott igazolást illetve számlát gondosan meg kell őrizni.  Ha a rovinieta megvásárlása után vesszük észre, hogy az ellenőrző szelvényen hibás adatok szerepelnek, akkor csak a vásárlást követő 1 órán belül és csak a vásárlás helyén lehet a hibás rovinietát kicserélni.